# Neotatea
Neotatea, biljni rod grmova ili manjih stabala koje razni  autori uključujuu nekoliko porodica, A. L. Weitzman and P. F. Stevens u Clusiaceae; Calophyllaceae, (prema Tropicosu); i Maguire u Bonnetiaceae L.Beauvis.ex Nakai (prema KEW-u). Sve ove porodice su iz reda malpigijolike. 
Pripadaju mu 4 vrste iz Venezuele i Kolumbije.

## Vrste
1. Neotatea colombiana Maguire
2. Neotatea duidae (Kobuski & Steyerm.) P.F.Stevens & A.L.Weitzman
3. Neotatea longifolia (Gleason) Maguire
4. Neotatea neblinae Maguire